# Acalypha karwinskii
Acalypha karwinskii é uma espécie de flor do gênero Acalypha, pertencente à família Euphorbiaceae.